# Шульце, Иоганн Генрих
Иоганн Генрих Шульце (нем. Johann Heinrich Schulze; 12 мая 1687, Кольбиц — 10 октября 1744, Галле) — немецкий учёный, открывший светочувствительность солей серебра. В эксперименте, проведённом в 1724 году, он обнаружил, что смесь серебра и мела отражает меньше света, чем чистое серебро.

## Биография
С 1704 по 1717 год изучал медицину, химию, философию и теологию в университете Галле. 
В период с 1720 по 1732 год был профессором в университете Альтдорфа, а затем до 1744 года профессором в Галле. 
Шульце считался выдающимся нумизматом своего времени. Свою коллекцию монет он использовал для академического преподавания. Сегодня его коллекция хранится в Археологическом институте университета Галле.